# بيتر كارتر (ممرض)
بيتر كارتر (بالإنجليزية: Peter Carter)‏ هو ممرض بريطاني، ولد في 1949.